# Котлабух (станція)
Котла́бух — проміжна залізнична станція 5-го класу Одеської дирекції Одеської залізниці на неелектрифікованій лінії Арциз — Ізмаїл між станціями Дзинілор (18 км) та Ташбунар (14 км). Розташована за 4 км від с-ща Катлабуг Ізмаїльського району Одеської області.

## Історія
Станція відкрита 1941 року в складі залізниці Арциз — Ізмаїл.

## Пасажирське сполучення
На станції щоденно зупиняється єдиний нічний швидкий поїзд № 145/146 «Дунай» сполученням Київ — Ізмаїл.